# 옥스퍼드 영영사전
옥스퍼드 영영사전(Oxford Dictionary of English, ODE)은 옥스퍼드 대학교 출판부에서 출판한 단권 영어 사전으로, 1998년에 NODE(New Oxford Dictionary of English)라는 이름으로 처음 출판되었다. 2003년 제2판에서는 "new"라는 단어가 제목에서 삭제되었다. 이 사전은 OED(옥스포드 영어사전)를 기반으로 하지 않고 현재 영어 단어의 용법을 충실히 표현하기 위해 노력하는 별도의 사전이다. 개정판 2판에는 참고 문헌과 수천 개의 백과사전 항목을 포함하여 355,000개의 단어, 구문, 정의가 포함되어 있다. 제3판은 "부부젤라"를 포함한 몇 가지 새로운 단어가 포함된 2010년 8월에 출판되었다.
현재 옥스퍼드 대학 출판부에서 발행하는 단권 영어 사전 중 최대 규모지만, 여러 권으로 발행되는 종합 옥스퍼드 영어 사전에 비하면 훨씬 작다.

## 같이 보기
- 옥스포드 영어사전